# Suzuki Toichi
Toichi Suzuki (sinh ngày 30 tháng 5 năm 2000) là một cầu thủ bóng đá người Nhật Bản.

## Sự nghiệp câu lạc bộ
Toichi Suzuki đã từng chơi cho Cerezo Osaka.